# Négreville
Négreville è un comune francese di 847 abitanti situato nel dipartimento della Manica nella regione della Normandia.
Fa parte del cantone di Bricquebec nella circoscrizione (arrondissement) di Cherbourg-Octeville.

## Società

### Evoluzione demografica
Abitanti censiti